# Chiri
José Manuel Gómez Romaña (Marrón, Cantàbria, 25 de setembre de 1959), conegut com a Chiri, és un exfutbolista i entrenador de futbol espanyol. Jugava de migcampista.

## Trajectòria
Chiri va començar la seva carrera professional al Racing de Santander, on hi va jugar vuit temporades, des de 1979 fins a 1987, cinc a Primera Divisió i tres a Segona Divisió. Posteriorment va militar, a la categoria de plata, a les files del CD Logroñés, el Palamós CF i la UE Figueres fins al 1992, data en què va penjar les botes.
Com a entrenador, va començar la seva carrera al Bansander. El 1994 va incorporar-se a les categories inferiors del Racing de Santander. Hi va dirigir el Juvenil B, en Lliga Nacional (1994-1998), i el Juvenil A, a Divisió d' Honor (1998-1999). La temporada 1999-2000 va debutar com a tècnic a Tercera Divisió, dirigint la Unión Montañesa Escobedo. Posteriorment va dirigir el Velarde CF durant cinc temporades (2000-2005), amb el qual es va proclamar campió de la categoria en 2003 i amb el qual va disputar tres fases d'ascens a Segona Divisió B. La temporada 2006-07 Chiri es va proclamar campió de Tercera Divisió amb la SD Noja. La temporada 2007-08 va entrenar al CE Eldenc, amb el qual va finalitzar cinquè classificat (Tercera Divisió). El 2010 va entrenar el Racing de Santander B a la Segona Divisió B.